# Штекборн
Штекборн (нім. Steckborn) — місто  в Швейцарії в кантоні Тургау, округ Фрауенфельд.

## Географія
Місто розташоване на відстані близько 145 км на північний схід від Берна, 14 км на північний схід від Фрауенфельда.
Штекборн має площу 8,8 км², з яких на 18,2% дозволяється будівництво (житлове та будівництво доріг), 33,8% використовуються в сільськогосподарських цілях, 47,9% зайнято лісами, 0,1% не є продуктивними (річки, льодовики або гори).

## Демографія
2019 року в місті мешкало 3746 осіб (+7,6% порівняно з 2010 роком), іноземців було 27,1%. Густота населення становила 427 осіб/км².
За віковим діапазоном населення розподілялося таким чином: 17,6% — особи молодші 20 років, 58,4% — особи у віці 20—64 років, 24% — особи у віці 65 років та старші. Було 1781 помешкань (у середньому 2,1 особи в помешканні).
Із загальної кількості 1461 працюючого 46 було зайнятих в первинному секторі, 469 — в обробній промисловості, 946 — в галузі послуг.

## Галерея

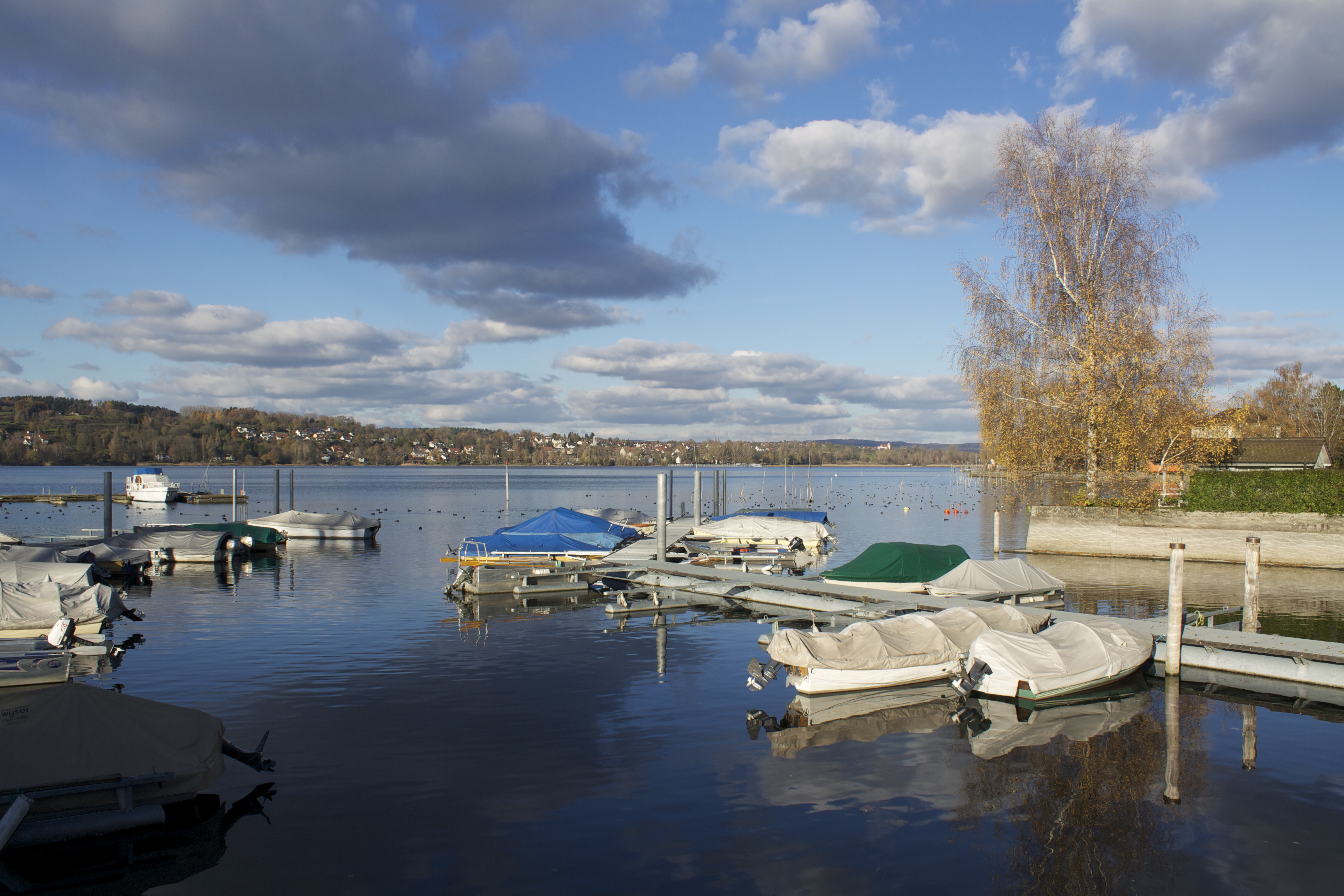
Причал для яхт
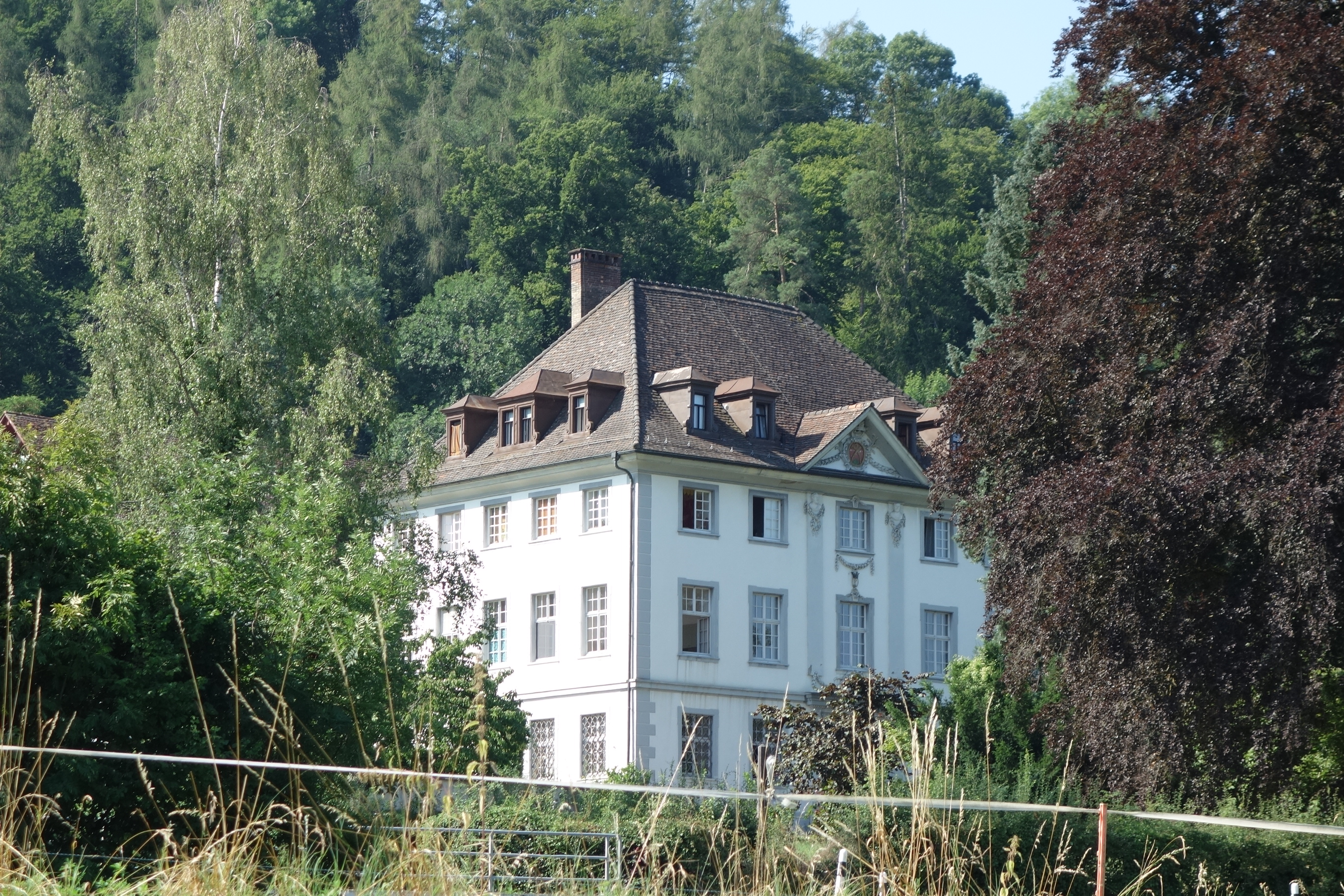
Steckborn Schloss Glarisegg
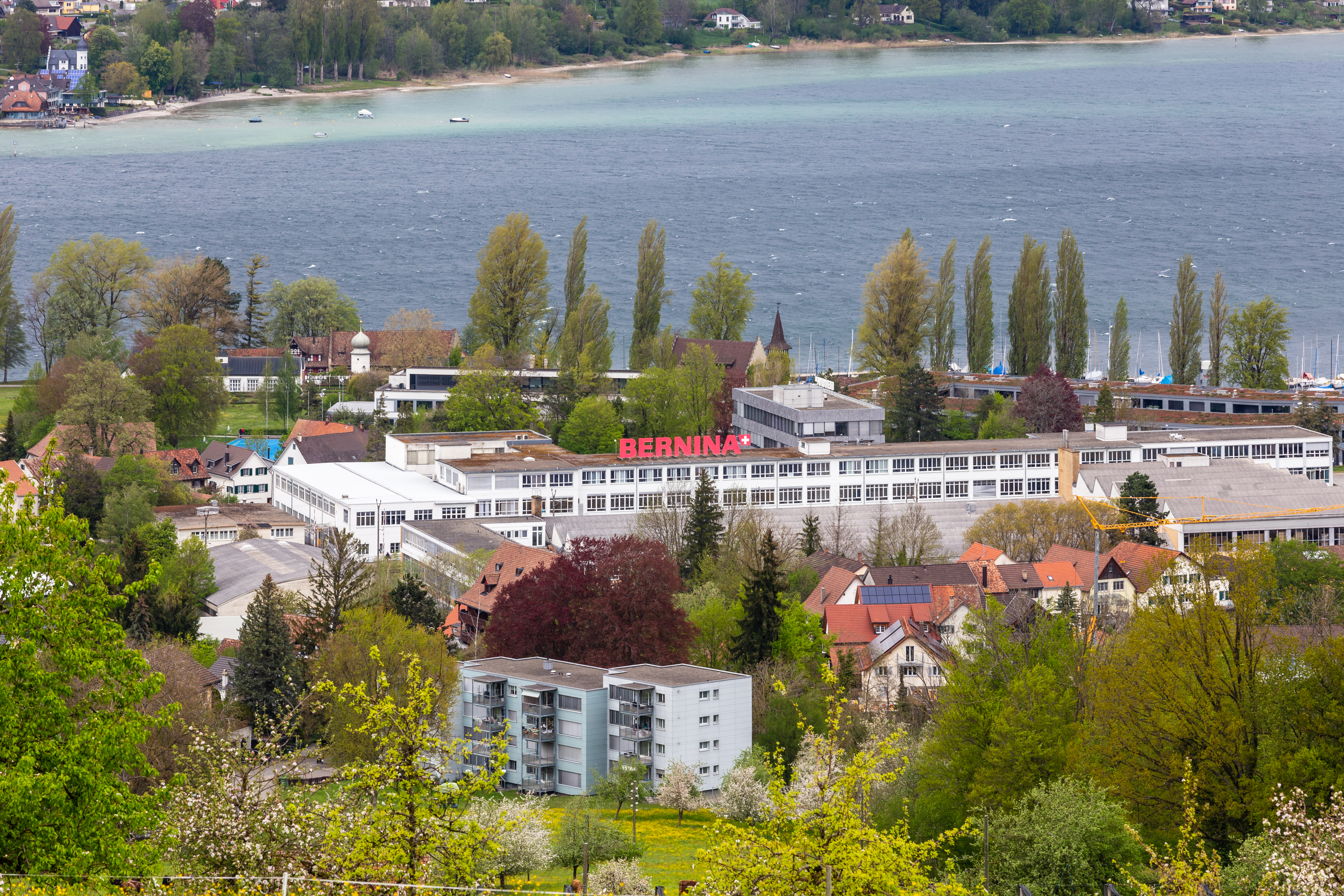
Швейна фабрика Bernina
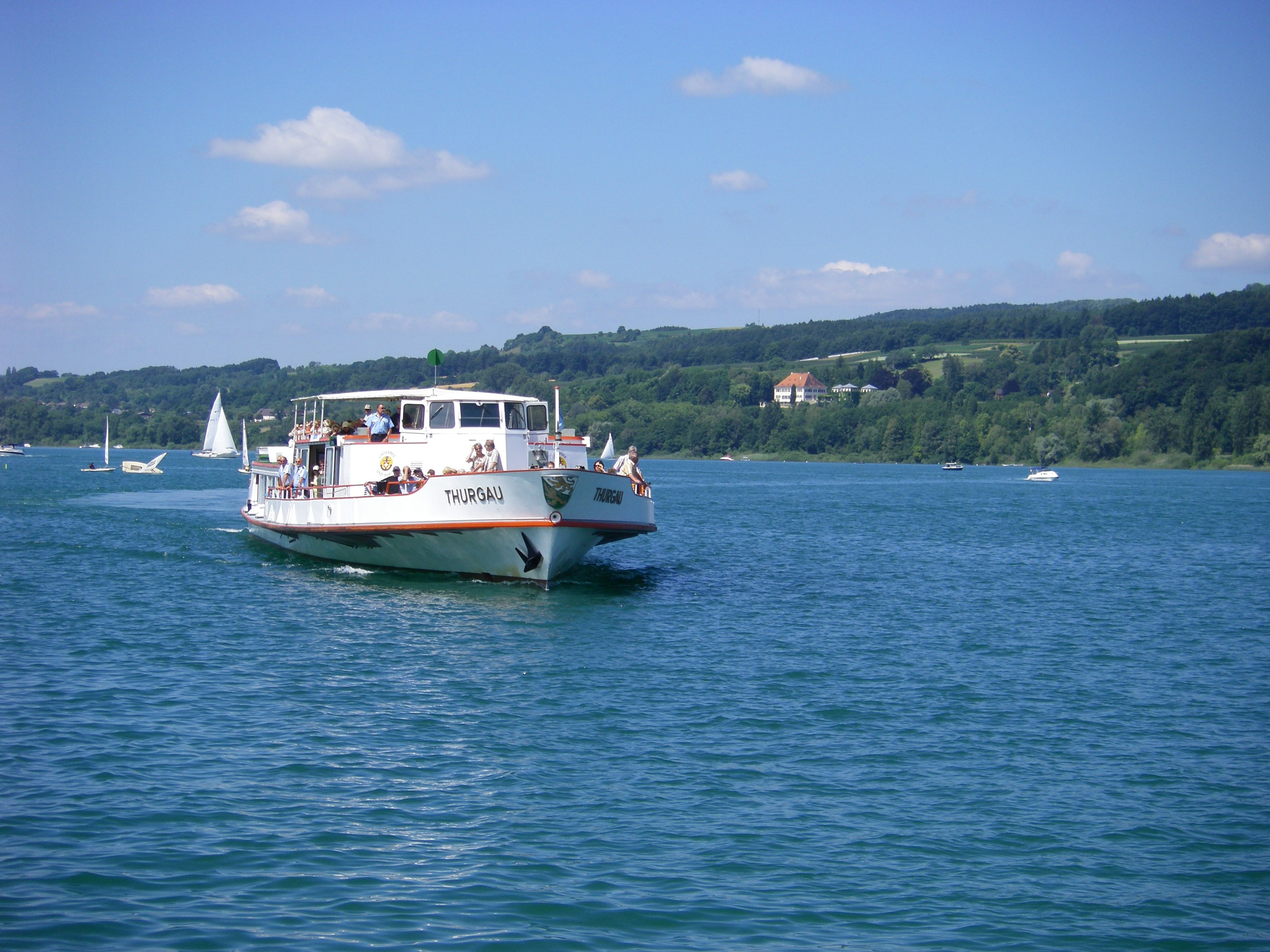
Корабель в озері Унтерзі, прибуття до причалу Штекборна
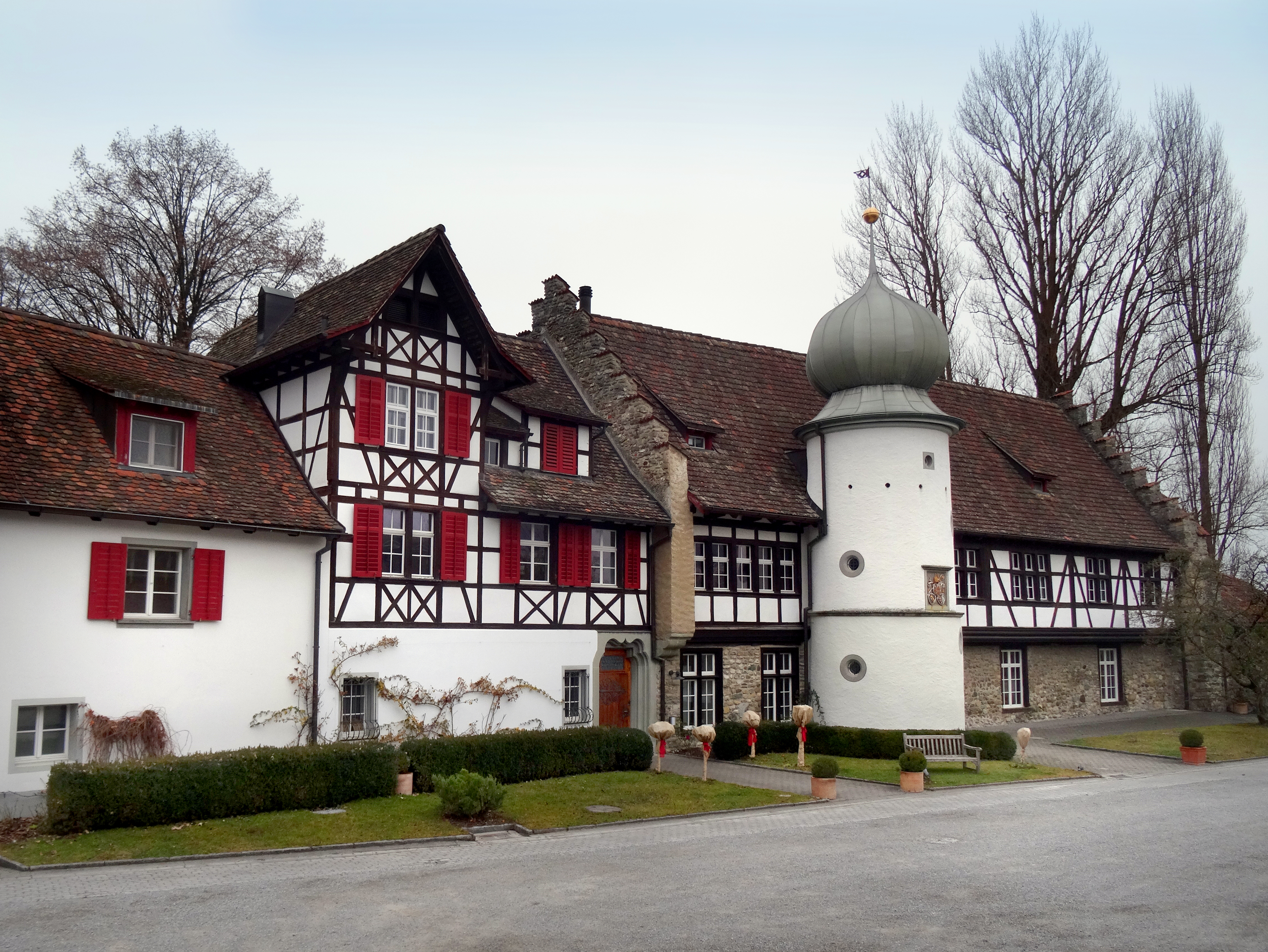
Рефекторіум